# Liolaemus atacamensis
Liolaemus atacamensis — вид ігуаноподібних ящірок родини Liolaemidae. Ендемік Чилі.

## Поширення і екологія
Liolaemus atacamensis мешкають на півночі центрального Чилі, від Атаками до північного Кокімбо. Вони живуть в пустелі Атакама і в заростях чилійського маторалю. Зустрічаються на висоті до 2000 м над рівнем моря. Відкладають яйця.